# Burg Moisburg
Die Burg Moisburg ist ein abgegangenes spätmittelalterliches Bauwerk des Herzogtums Braunschweig-Lüneburg am Ort des späteren Amtshauses in der Gemeinde Moisburg im niedersächsischen Landkreis Harburg.

## Geschichte
Die Burg in Moisburg erscheint erstmals 1322 in den Quellen, als die Söhne des Ritters Conrad von Zülen bei Herzog Otto II. der Strenge von Braunschweig-Lüneburg Schadensersatz für die Summe verlangten, die ihr Vater beim Bau der Moisburg eingebüßt hatte. Aus der Urkunde geht hervor, dass die Anlage zwischen 1310 und 1322 erbaut worden sein muss. Der Ort Moisburg wurde bereits 1242 urkundlich erwähnt. Der Ortsname muss sich somit auf eine frühere Burg beziehen, die aber in der historischen Überlieferung nicht erwähnt wird und bislang nicht lokalisiert werden konnte. Die Burg des 14. Jahrhunderts diente zur Sicherung des lüneburgischen Territoriums nach Nordwesten und als Sitz einer Vogtei. Dennoch wurde die Burg ab 1340 immer wieder verpfändet. 1372 und von 1438 bis 1518 gelangte sie so an die Stadt Lüneburg. Während dieser Zeit wurden zahlreiche Um- und Neubauten an der Burg durchgeführt. Danach wurden die Herren von Oppershausen und Heinrich von der Wense Pfandbesitzer. 1560 wurde das Amt Moisburg vom Fürstentum Lüneburg an Herzog Otto II. von Braunschweig-Harburg gegeben und 1563 nach dem Tod Heinrich von der Wenses mit dem Fürstentum vereinigt.
Obwohl 1618 der baufällige Nordostflügel und 1639 der Mittelflügel erneuert wurde, ließ das Fürstentum die Burg ab 1694 abreißen. An ihrer Stelle wurde 1711 wohl im Bereich der Vorburg das heutige Amtshaus mit Nebengebäuden errichtet. 1859 wurde das Amt nach Tostedt verlegt und das Schloss zur königlichen Domäne. 1928 wurde diese aufgeteilt und das Amtshaus an den Samariterbund verkauft. Der nordöstliche Flügel der Dreiflügelanlage wurde 1937 abgerissen, der südöstliche 1954. Der erhaltene Mitteltrakt gehört seit 1955 der Gemeinde Moisburg. Heute sind dort das Bürgermeisterbüro, ein Büchertauschregal, Veranstaltungsräume und Wohnungen untergebracht. Von 1980 bis 1983 wurde das Amtshaus saniert.

## Beschreibung

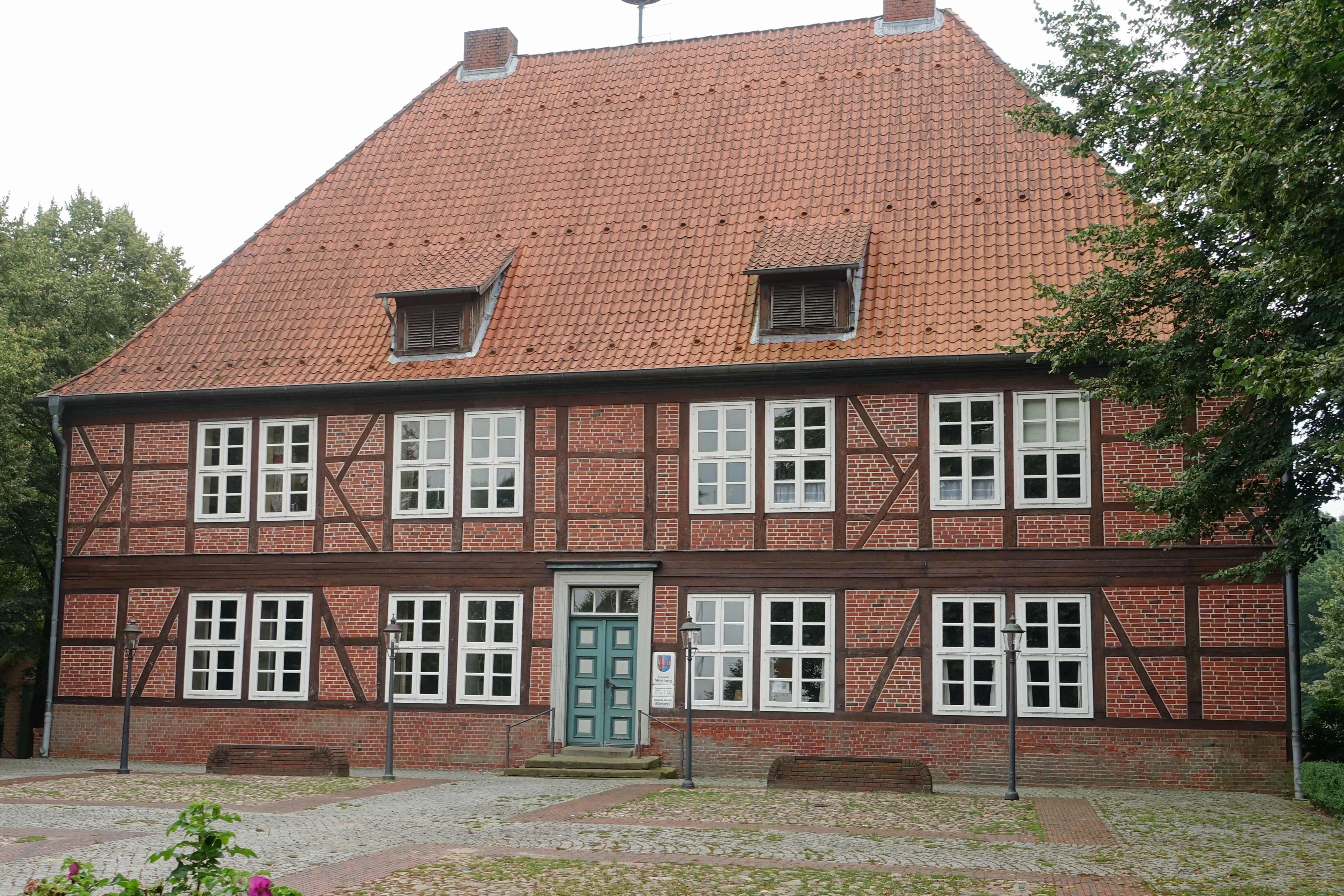
Das heutige Amtshaus von Moisburg

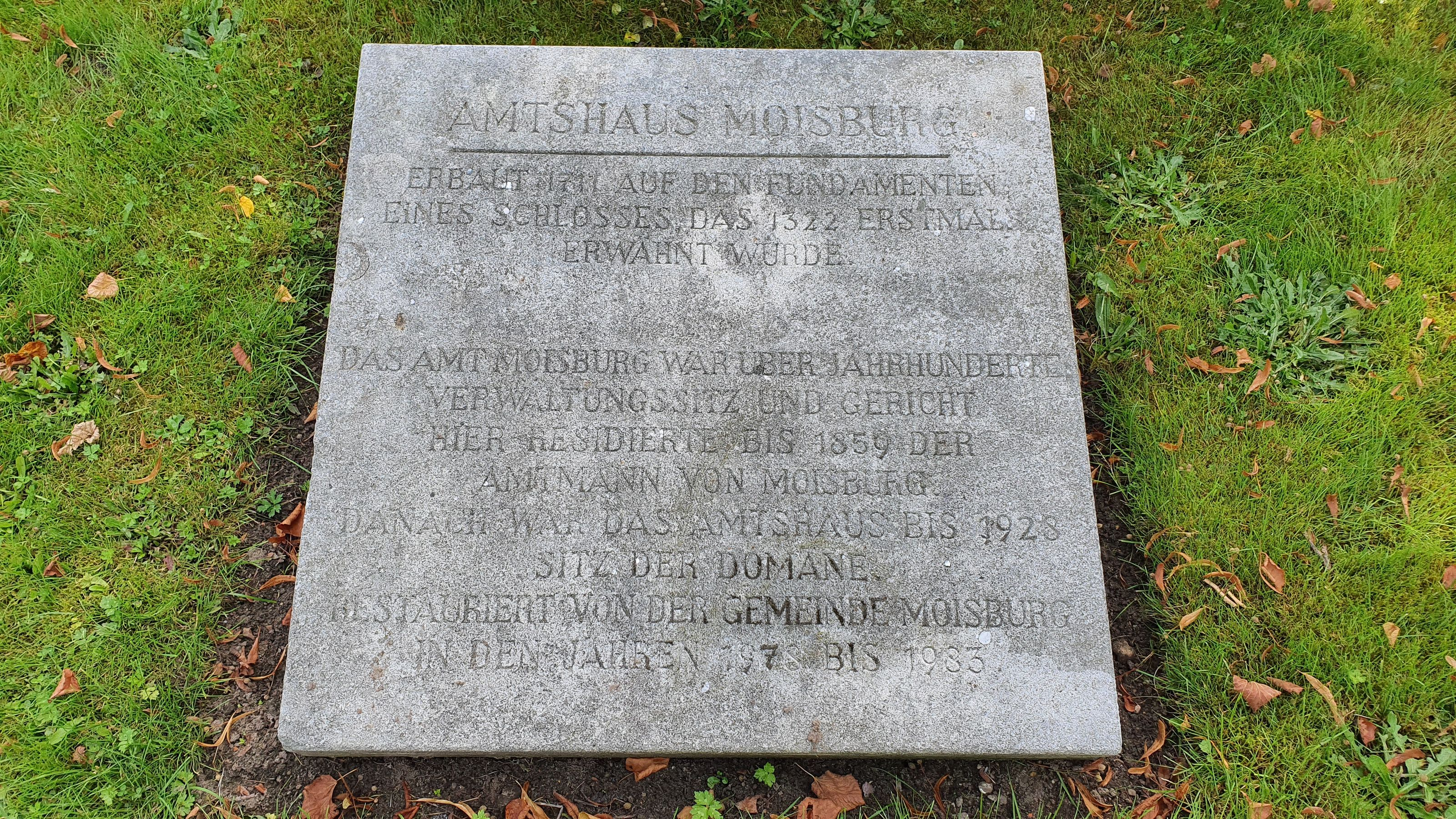
Gedenktafel am Amtshaus Moisburg

Aus Rechnungen des 15. Jahrhunderts lässt sich nachweisen, dass die Burggebäude offenbar aus Backsteinen errichtet, mit bemalten Glasfenstern versehen und durch mindestens einen Kachelofen beheizt waren. Im Palas lassen sich zwei Kammern, ein Aborterker und eine Hauskapelle nachweisen. Während der Verpfändung an die Stadt Lüneburg wurden in den Urkunden ein Turm mit einem Gang zur Kirche, das "Große Haus", das "Lange Haus", ein Torhaus mit Zugbrücke und die Mühle erwähnt. Nach einer Beschreibung von 1651 waren die Schlossgebäude nur im Untergeschoss massiv aus Stein errichtet, die Obergeschosse bestanden hingegen aus Fachwerk. Das Schloss war von der Este umflossen, auch der Garten war von Wassergräben umgeben.
Das Amtshaus wurde großenteils auf den spätmittelalterlichen Fundamenten und den Kellergewölben errichtet. Die ursprüngliche Dreiflügelanlage wurde auf ihrer vierten Seite durch die Mühle abgeschlossen.
2010 ist bei einer Notgrabung ein 11,50 m breiter und 2,5 m tiefer Graben erfasst worden. Vermutlich handelt es sich um einen der mittelalterlichen Befestigungsgräben von Burg oder Vorburg.